# Vườn quốc gia Serengeti

Vườn quốc gia Serengeti

Vườn quốc gia Serengeti là một vườn quốc gia của Tanzania ở khu vực sinh thái Serengeti, thuộc vùng Mara và Simiyu. Nó nổi tiếng là nơi xảy ra cuộc di cư hàng năm của 1,5 triệu con linh dương đầu bò và 250.000 con ngựa vằn. 